# SearXNG

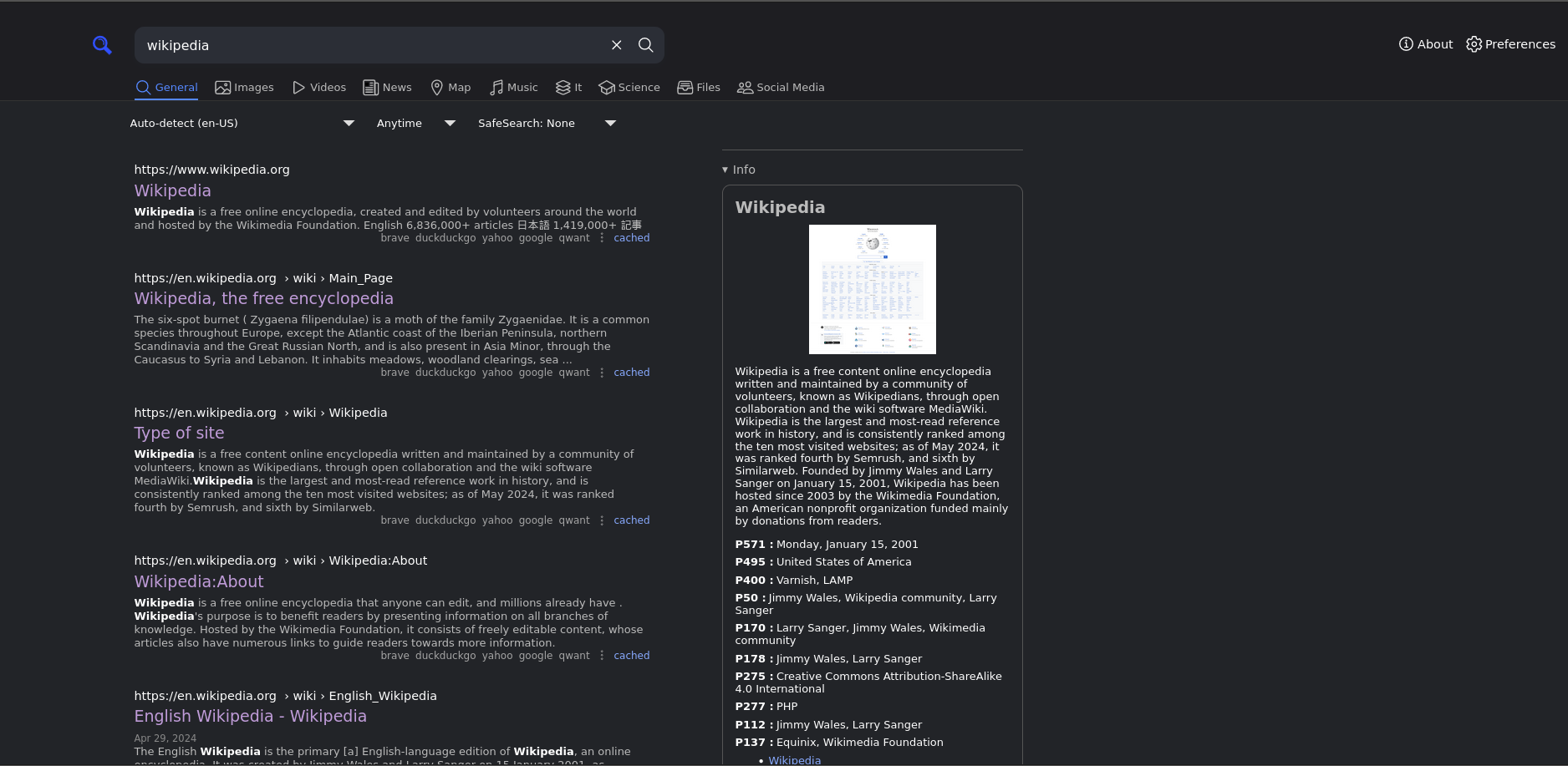
La página de resultados de SearXNG con "wikipedia" como término de búsqueda

SearXNG es un motor de metabúsqueda distribuido, gratuito y de código abierto, derivado de Searx. SearXNG hace uso de más de 70 motores de búsqueda diferentes. Al igual que Searx, no recopila información sobre las personas que lo usan.

## Instancias
SearXNG está distribuido, esto significa que está alojado en varias instancias o servidores, públicos y privados. Las instancias privadas se alojan en una red local o se ejecutan en la computadora de escritorio de la persona que lo hospeda y están diseñadas para ser utilizadas por una persona o un pequeño número de personas. Las instancias públicas se alojan en servidores web públicos y están diseñadas para ser utilizadas por cualquier persona como un motor de búsqueda típico. Hay una lista de servidores públicos disponible en searx.space.

## Características

### Búsqueda categórica
SearXNG puede separar los resultados en múltiples categorías, incluidas las categorías estándar de “Web”, “Imágenes”, “ Videos ” y “Noticias”, así como las categorías no tradicionales de “Redes sociales”, “Música”, “Archivos”, “Informática” y “Ciencia”.

### Personalización
SearXNG cuenta con varias opciones de personalización, que se pueden configurar como predeterminadas en el servidor o que las puede aplicar la persona usuaria directamente en el cliente. Estas características personalizables incluyen el filtrado de motores a utilizar, el filtrado de contenido y las preferencias de idioma.

### Motores de búsqueda
Como motor de búsqueda, SearXNG funciona enviando consultas a motores de búsqueda ascendentes y devolviéndolas a la persona que hace la búsqueda. Los motores incluyen a los populares como Google, Bing, DuckDuckGo y Qwant Adicionalmente, se pueden incluir más de 70 motores de búsqueda diferentes.

### Privacidad
SearXNG elimina datos privados de las solicitudes antes de enviarlas a los motores de búsqueda que consulta. Las páginas de resultados no incluyen anuncios ni enlaces a patrocinantes. SearXNG en sí mismo almacena poca o ninguna información que pueda usarse para identificar a las personas que lo usan.

### Compatibilidad con Tor
Existe la posibilidad de enrutar las búsquedas a través de la red Tor.